# Список воевод России в 1603 году
Царствование: 1598—1605 — Борис Фёдорович Годунов
| Воеводы городов | Воеводы городов  | Воеводы городов                       | Воеводы городов         |
| Года            | Город            | Ф,И,О воеводы                         | Примечания              |
| --------------- | ---------------- | ------------------------------------- | ----------------------- |
| 1603-1605       | Берёзов          | Татев Фёдор Андреевич                 |                         |
| 1603            | Царёв-Борисов    | Татев Борис Петрович                  |                         |
| 1603            | Белгород         | Лыков Борис Михайлович                | Стольник                |
| 1602-1603       | Валуйки          | Щербатов Сава Дмитриевич              |                         |
| 1603            | Верхотурье       | Плещеев Неудача Астафьевич            | Письменный голова       |
| 1603            | Воронеж          | Плещеев Иван Дмитриевич               |                         |
| 1603-1605       | Двинская область | Лазарев Тимофей Матвеевич             |                         |
| 1603            | Елец             | Хилков Андрей Васильевич              |                         |
| 1603            | Кольский острог  | Молвянов Елизарий                     |                         |
| 1602-1603       | Курск            | Овцын Григорий Семёнович              |                         |
| 1601-1603       | Мангазея         | Кольцов-Мосальский Василий Михайлович |                         |
| 1603-1605       | Мангазея         | Булгаков Фёдор Юрьевич                | В другом акте: Булдаков |
| 1603            | Михайлов         | Вельяминов Борис Михайлович           | Стольник                |
| 1601-1614       | Нарымский острог | Хлопов Мирон Тимофеевич               |                         |
| 1602-1604       | Новгород Великий | Буйносов-Ростовский Василий Иванович  |                         |
| 1603-1605       | Пелым            | Зюзин Алексей Иванович                |                         |
| 1603            | Рязань           | Хованский Иван Андреевич              |                         |
| 1603            | Пронск           | Шеин Михаил Борисович                 | Стольник                |
| 1602-1603       | Псков            | Сабуров Ждан Степанович               |                         |
| 1603            | Ряжск            | Вельяминов Пётр Дмитриевич            |                         |
| 1603-1605       | Смоленск         | Черкасский Василий Корданукович       | Боярин                  |
| 1603            | Старый Оскол     | Борятинский Дмитрий Михайлович        |                         |
| 1603-1605       | Сургут           | Головин Фёдор Васильевич              |                         |
| 1603-1605       | Тара             | Солнцев-Засекин Иван Андреевич        |                         |
| 1603-1605       | Тобольск         | Голицын Андрей Васильевич             |                         |
| 1602-1614       | Томск            | Волынский Василий Васильевич          |                         |
| 1600-1605       | Туринск          | Лихарев Иван                          | Голова                  |
| 1603-1614       | Тюмень           | Замыцкий Андрей Васильевич            |                         |
| 1603            | Шацк             | Ушатый Юрий Петрович                  |                         |

| Воеводы по полкам  | Воеводы по полкам | Воеводы по полкам |
| Наименование полка | Ф,И,О воеводы     | Примечания        |
| ------------------ | ----------------- | ----------------- |
| Государев полк     |                   |                   |
| Большой полк       |                   |                   |
| Передовой полк     |                   |                   |
| Сторожевой полк    |                   |                   |
| Полк правой руки   |                   |                   |
| Полк левой руки    |                   |                   |

## См.также
- Воевода
- Воеводы русские
- Список глав государств в 1603 году